# Campionat del Món de Trial 1981
La temporada de 1981 del Campionat del Món de trial fou la 7a edició d'aquest campionat, organitzat per la FIM. El calendari oficial constava de 12 proves puntuables, celebrades entre el 22 de febrer i el 27 de setembre.
Aquella temporada, Gilles Burgat esdevingué el primer pilot a guanyar el campionat del món amb una motocicleta italiana, concretament la SWM. A més a més, Burgat guanyà el títol a només 19 anys, en la seva segona temporada al campionat, essent el pilot més jove a aconseguir-ho fins aleshores (Bernie Schreiber l'havia guanyat a vint anys el 1979). Aquell fou el primer i únic títol tant per al francès com per a SWM.
A certa distància de Burgat, els tres següents classificats van mantenir una ajustada lluita pel subcampionat fins a la darrera prova de la temporada, Alemanya. Finalment, tots tres van quedar separats per un sol punt l'un de l'altre: Ulf Karlson (87), Yrjö Vesterinen (86) i Eddy Lejeune (85). Darrere seu, Manuel Soler. El català, ja adaptat a la Montesa, va obtenir tres victòries durant la temporada –tantes com Burgat–, però les diverses incidències que va anar patint durant el campionat (caigudes, avaries i altres) li van impedir d'aconseguir una classificació encara millor. Soler va començar el campionat liderant-ne la classificació provisional després de guanyar la primera prova puntuable, el Trial de Sant Llorenç, fins que Lejeune el va superar en guanyar a Bèlgica; Soler va tornar a guanyar més tard a Àustria i Alemanya, però no va poder puntuar en quatre proves i va quedar despenjat de la lluita pel títol. Tot amb tot, el seu cinquè lloc final era el millor resultat obtingut per un català al mundial fins aleshores.
Bernie Schreiber, clar favorit al títol, va travessar una temporada molt complicada a causa de la nova Italjet: si el model de l'any passat no era més que una Bultaco Sherpa T "maquillada", el del 1981, modificat a Itàlia, era més pesat i menys competitiu. L'americà no va poder guanyar ni una sola prova i acabà el campionat en sisena posició.
Pel que fa als catalans, aquell any va ser força reeixit no només per a Manuel Soler, sinó també per a Toni Gorgot, que va obtenir a Itàlia amb l'OSSA "groga" l'única victòria al mundial de la seva carrera, una victòria que fou també l'única al campionat de la marca catalana (OSSA, però, ja havia guanyat nombroses proves de l'anterior Campionat d'Europa amb Mick Andrews).

## Novetats
Després del petit parèntesi de l'edició anterior, en què la prova es traslladà a Olot, el Trial de Sant Llorenç tornà aquell any al seu escenari original, Sant Llorenç del Munt, per bé que en aquesta ocasió es va celebrar als contraforts del vessant nord del massís, fora ja dels límits del Parc Natural i dins la comarca del Bages, amb centre a Mura. En aquest nou escenari, amb el terreny encara amb els efectes d'una intensa nevada de feia poc, Soler va obtenir una ajustada victòria sobre Eddy Lejeune (empatats a punts, la victòria es va decidir pel major nombre de zeros).
Pel que fa als canvis de marca, el més significatiu va ser el d'Yrjö Vesterinen, que tornà a Bultaco, malgrat la crisi que travessava l'empresa, després d'un any amb Montesa el 1980. També canvià a la marca catalana John Reynolds, després d'haver començat la temporada amb Suzuki. Per la seva banda, Rob Shepherd es va trobar sense moto en no renovar-li el contracte Honda i va passar a pilotar les Majesty de Mick Andrews, tot i que ara centrat en el campionat britànic. Honda es quedà només amb Eddy Lejeune per a seguir el mundial, al costat del japonès Kiyoteru Hattori.
Per primera vegada des de la instauració del campionat el 1964 com a Challenge Henry Groutards, cap britànic no va acabar entre els cinc primers classificats. El millor va ser Martin Lampkin, desè amb la SWM.

## Sistema de puntuació
Barem de puntuació de 1969 a 1983:
| Posició | 1  | 2  | 3  | 4 | 5 | 6 | 7 | 8 | 9 | 10 |
| Punts   | 15 | 12 | 10 | 8 | 6 | 5 | 4 | 3 | 2 | 1  |

## Calendari
| Ronda | Data           | Prova          | Lloc                | Guanyador       |
| ----- | -------------- | -------------- | ------------------- | --------------- |
| 1     | 22 de febrer   | Espanya        | Mura                | Manuel Soler    |
| 2     | 1 de març      | Bèlgica        | Aywaille            | Eddy Lejeune    |
| 3     | 7 de març      | Irlanda        | Newtownards         | Eddy Lejeune    |
| 4     | 15 de març     | Gran Bretanya  | Bainbridge          | Ulf Karlson     |
| 5     | 17 de maig     | França         | Les Rousses         | Gilles Burgat   |
| 6     | 24 de maig     | Itàlia         | Cuorgnè             | Toni Gorgot     |
| 7     | 31 de maig     | Àustria        | Spital am Semmering | Manuel Soler    |
| 8     | 14 de juny     | Estats Units   | Watkings Glen       | Gilles Burgat   |
| 9     | 8 de setembre  | Finlàndia      | Espoo               | Yrjö Vesterinen |
| 10    | 13 de setembre | Suècia         | Älvängen            | Ulf Karlson     |
| 11    | 20 de setembre | Txecoslovàquia | Ricany              | Gilles Burgat   |
| 12    | 27 de setembre | Alemanya       | Gefrees             | Manuel Soler    |

## Classificació final
| Posició | Pilot            | Motocicleta | Punts |
| ------- | ---------------- | ----------- | ----- |
| 1       | Gilles Burgat    | SWM         | 122   |
| 2       | Ulf Karlson      | Montesa     | 87    |
| 3       | Yrjö Vesterinen  | Bultaco     | 86    |
| 4       | Eddy Lejeune     | Honda       | 85    |
| 5       | Manuel Soler     | Montesa     | 76    |
| 6       | Bernie Schreiber | Italjet     | 66    |
| 7       | Charles Coutard  | Montesa     | 52    |
| 8       | Toni Gorgot      | OSSA        | 49    |
| 9       | Jaume Subirà     | Fantic      | 35    |
| 10      | Martin Lampkin   | SWM         | 32    |
|         |                  |             |       |
| 16      | Pere Ollé        | Montesa     | 9     |
|         |                  |             |       |
| 20      | Albert Juvanteny | OSSA        | 1     |

## Galeria

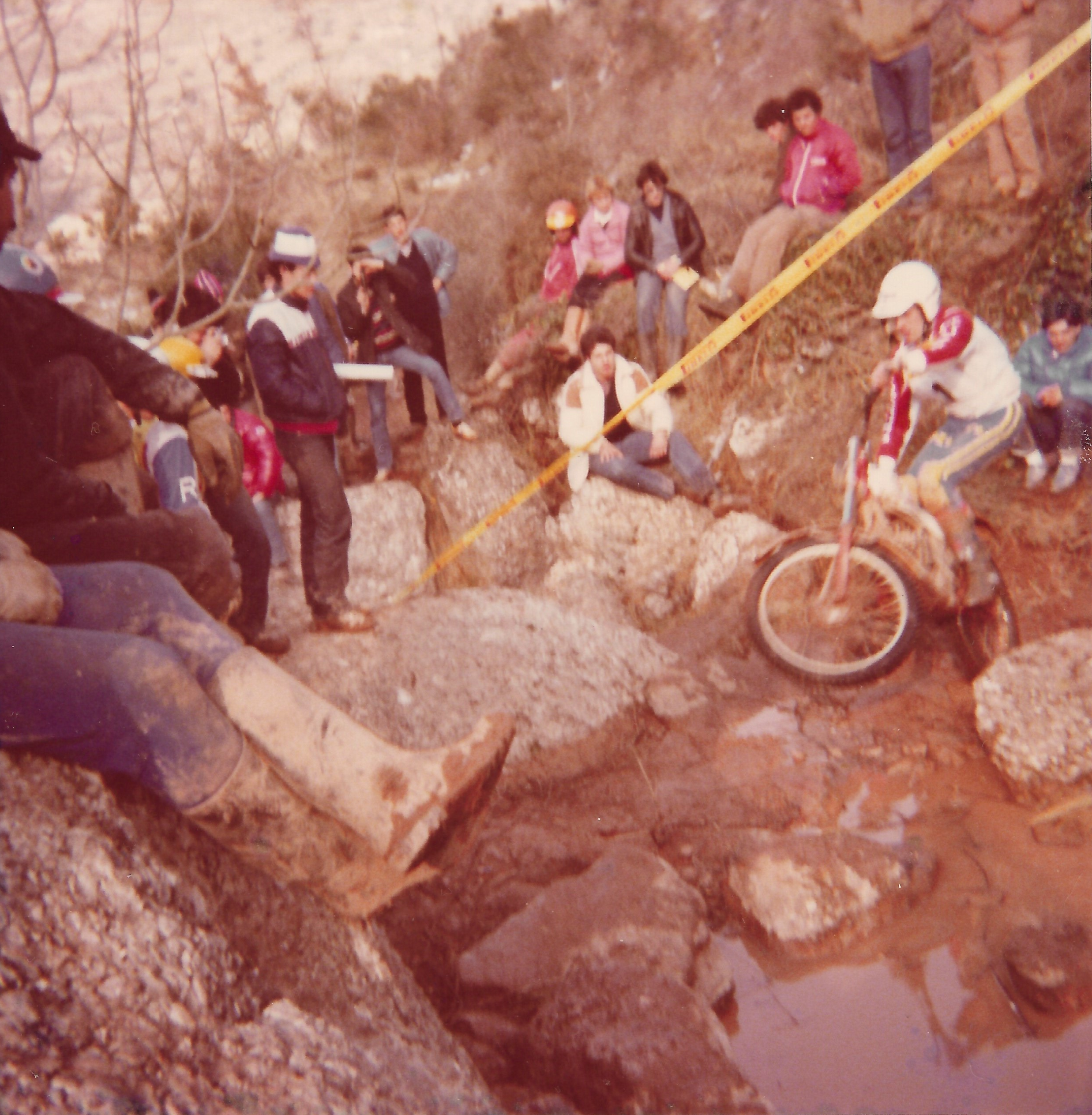
Ulf Karlson, subcampió
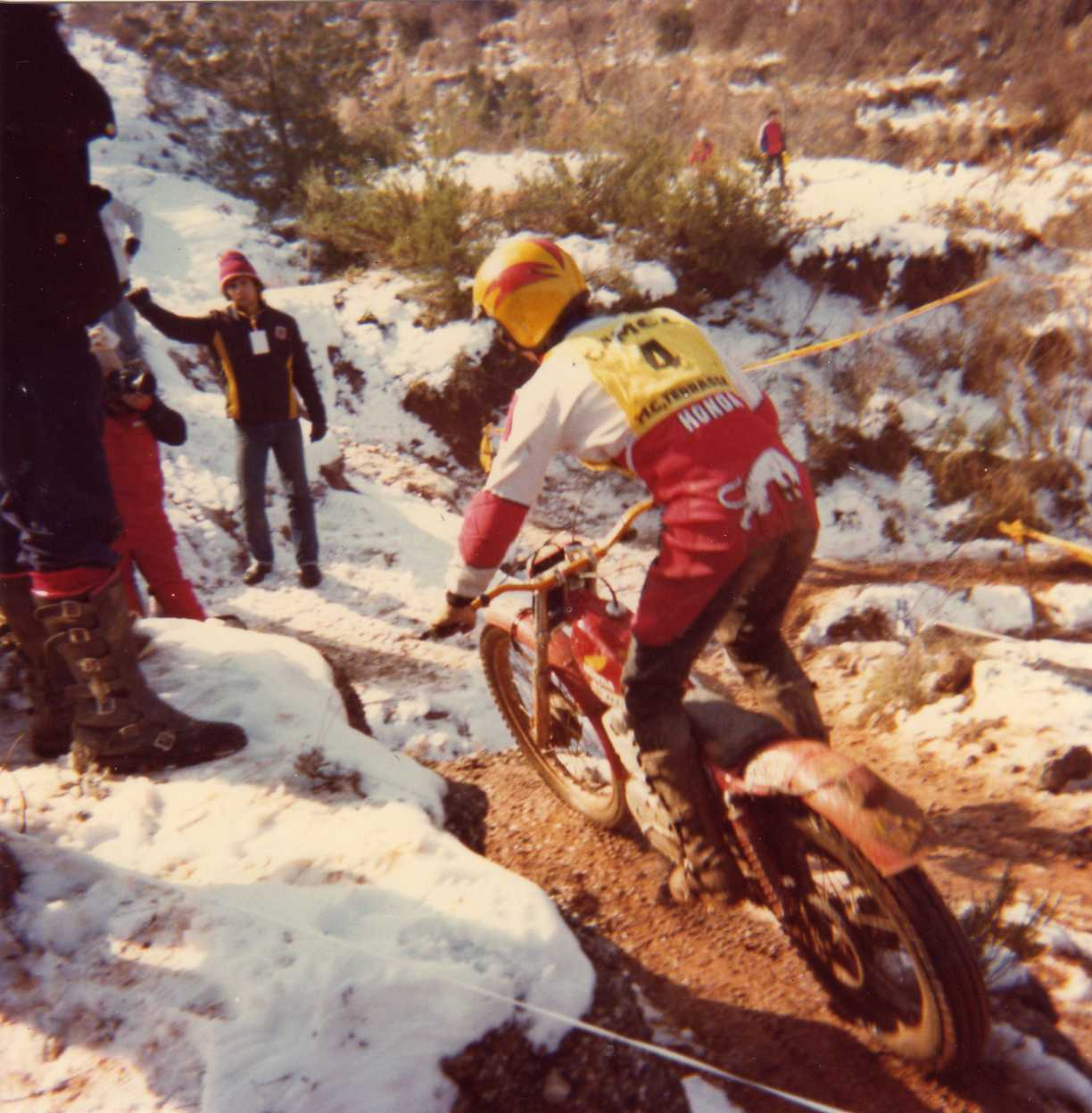
Eddy Lejeune, quart classificat
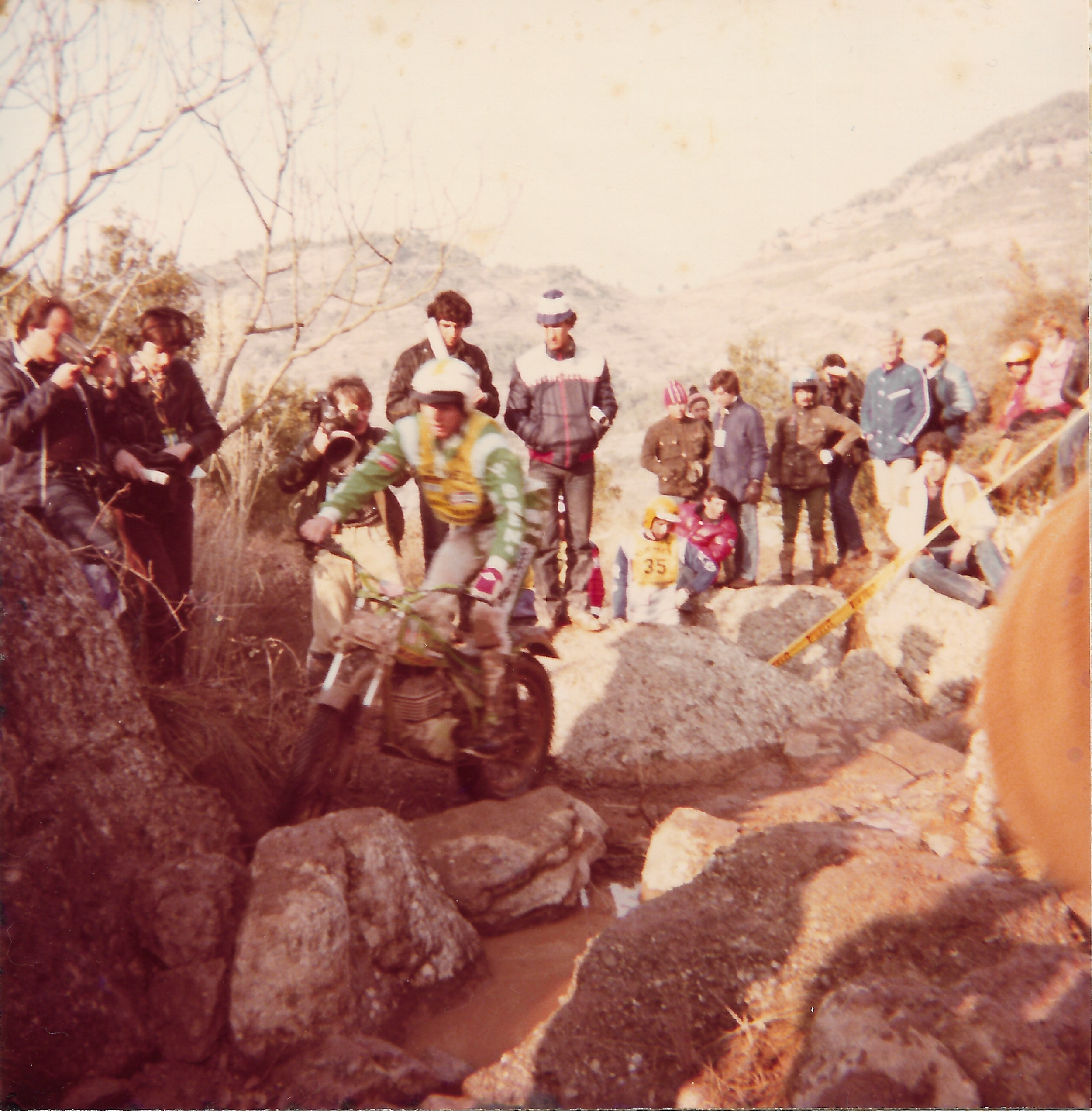
Bernie Schreiber (6è) travessà un mal any
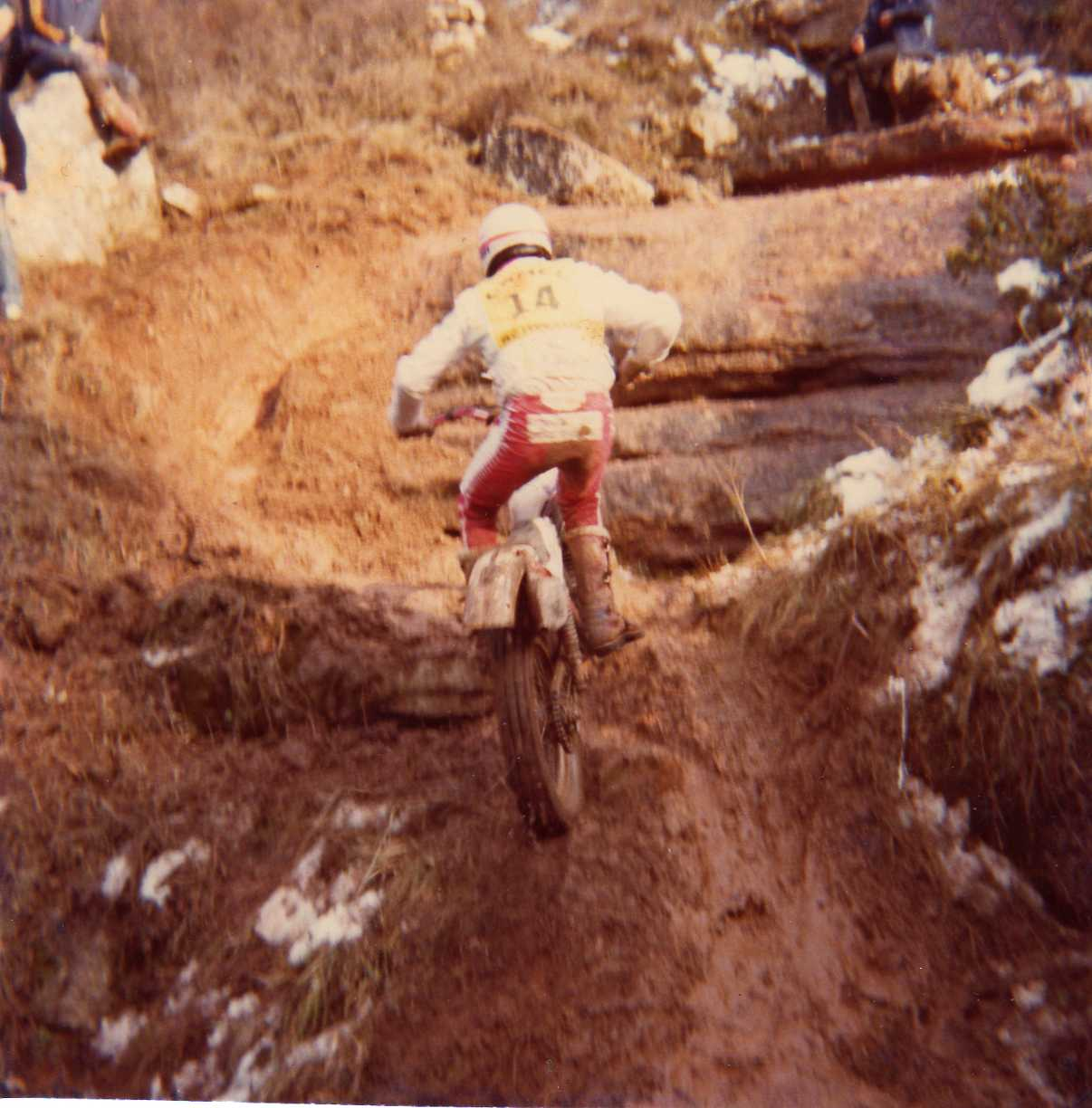
Charles Coutard fou setè amb la Montesa
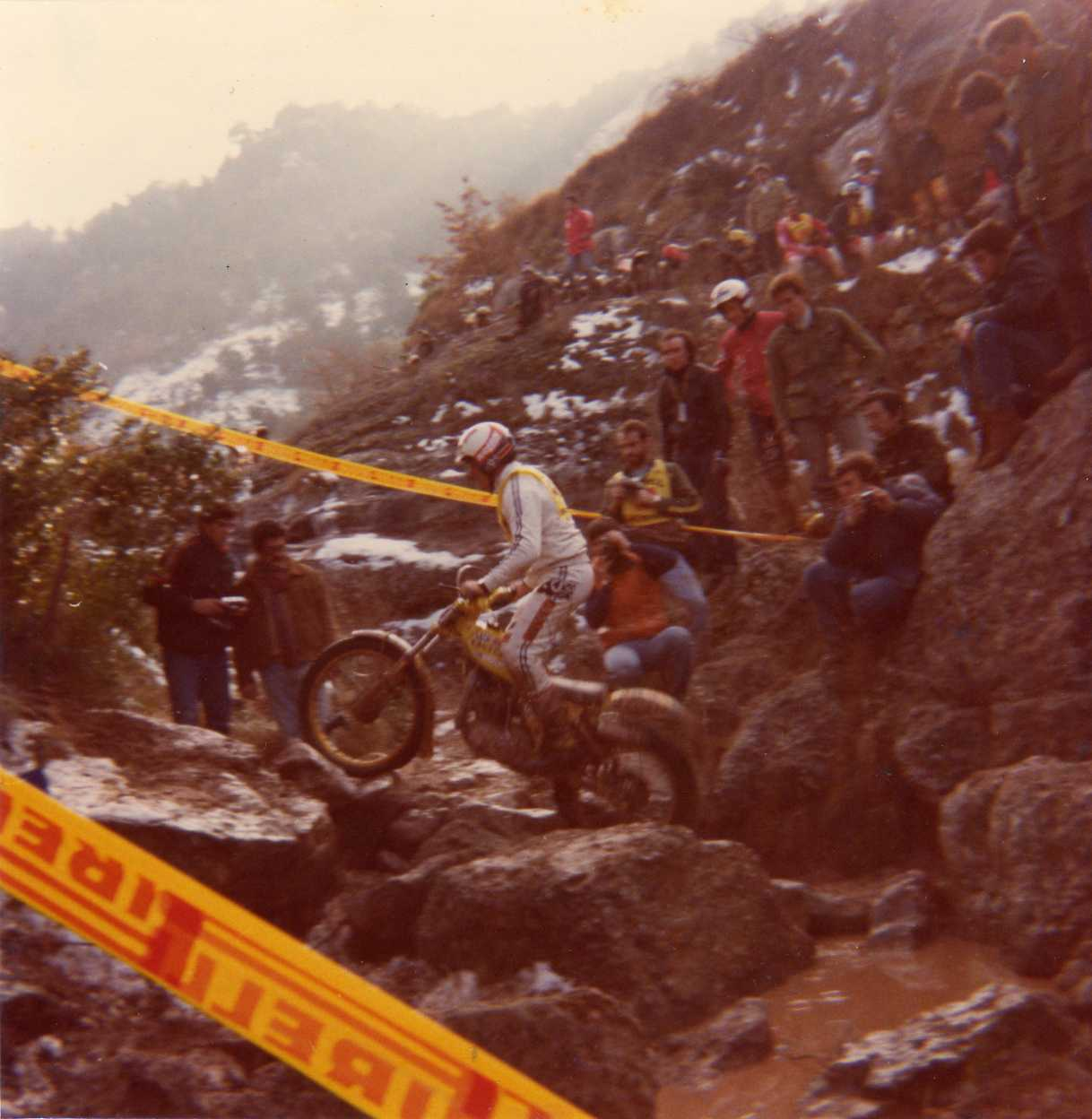
Toni Gorgot, vuitè, va guanyar a Itàlia
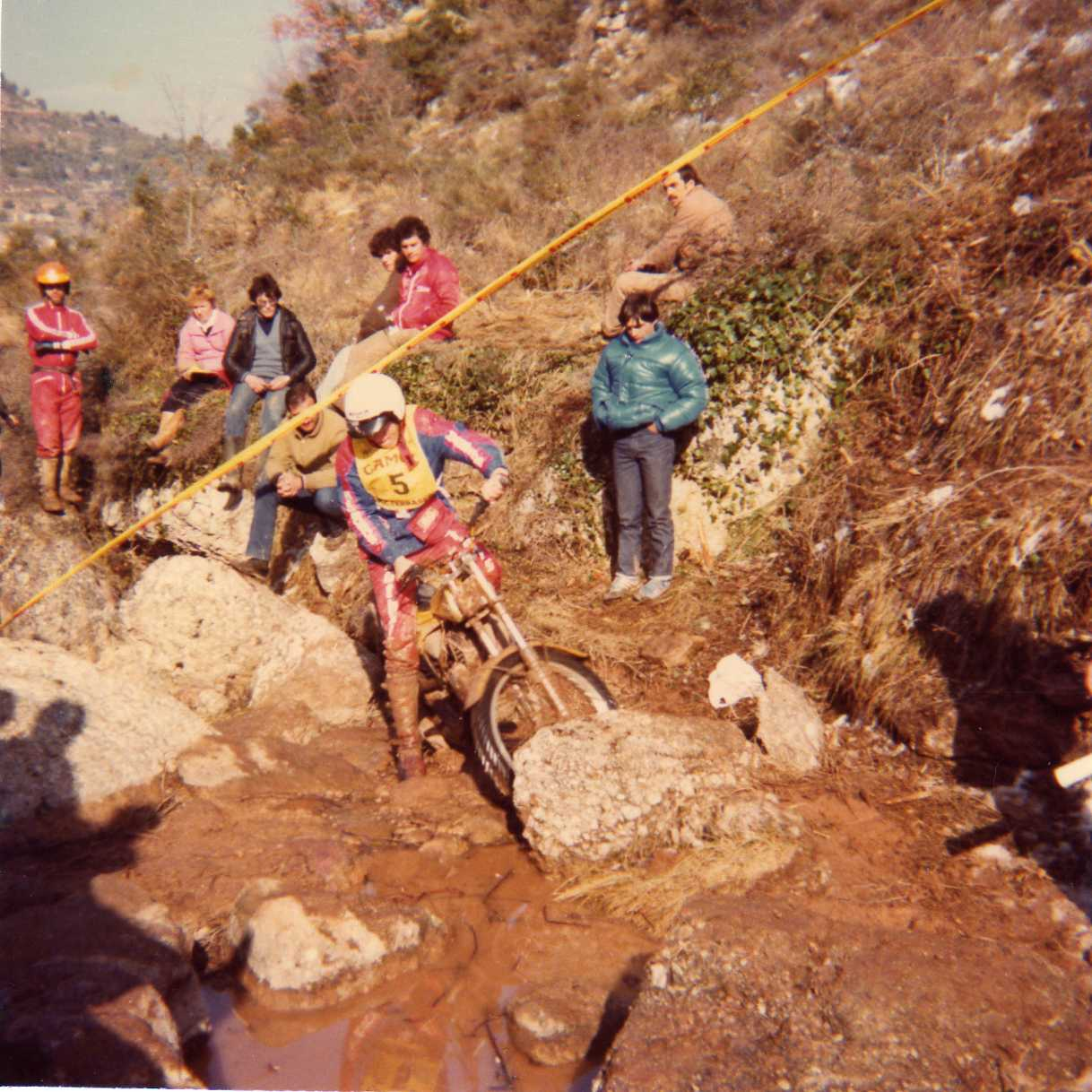
Martin Lampkin fou desè amb la SWM